# 핀란드의 선거구
핀란드의 선거구(핀란드어: Suomen vaalipiirit 수오멘 발리피리트[*])는 핀란드의 의회의원을 선출할 때 사용되는 선거구다. 핀란드 의회선거는 커다란 선거구에서 10-20명을 비례대표로 뽑는 초대선거구제다. 핀란드의 선거구는 1906년 의회개혁 때 설치되어 몇 차례 변동이 있었다. 현재 선거구는 총 13개다.
유권자는 자기가 거주하는 선거구에서 1표만 행사할 수 있다.
스웨덴계 자치지역인 아베난마에서만 소선거구제가 실시된다. 유럽의회 선거와 공화국대통령 선거에서는 핀란드 국토 전체가 1개 선거구를 구성한다.

## 변동 역사

### 제2차 세계대전 이전
1. 우시마주 선거구: 우시마주 전역 - 23석.
2. 투르쿠주 남부 선거구: 투르쿠 포리주 남부(아베난마, 베흐마, 뮈내매키, 픽키외, 할릭코, 마스쿠) - 17석.
3. 투르쿠주 북부 선거구: 투르쿠 포리주 북부(울빌라, 이칼리넨, 튀르배, 로이마) - 17석.
4. 해메주 남부 선거구: 해메주 남부(탐멜라, 하우호, 홀롤라) - 11석.
5. 해메주 복부 선거구: 해메주 북부(피르칼라, 루오베시, 얨새) - 11석.
6. 비푸리주 서부 선거구(1906년-1945년): 비푸리주 서부(퀴미, 라페, 란타) - 13석.
7. 비푸리주 동부 선거구(1906년-1945년): 비푸리주 동부 - 17석.
8. 미켈리주 선거구: 미켈리주 전역 - 14석.
9. 쿠오피오주 서부 선거구: 쿠오피오주 서부(라우탈람피, 쿠오피오, 이살미) - 13석.
10. 쿠오피오주 동부 선거구: 쿠오피오주 동부(리페리, 일로만치, 피엘리섀르비) - 11석.
11. 바사주 동부 선거구(1906년-1960년): 바사주 동부(라우카, 쿠오르타네) - 11석.
12. 바사주 남부 선거구(1906년-1960년): 바사주 남부(일마요키, 코르스홀름) - 12석.
13. 바사주 북부 선거구(1906년-1960년): 바사주 북부(윌리스타로, 이소퀴뢰, 라푸아, 피에타르섬) - 10석.
14. 오울루주 남부 선거구(1906년-1938년): 오울루주 남부(살로이넨, 하파얘르비, 카야니, 오울루요키, 오울룬살로, 켐펠레, 루미요키, 리밍가, 템메스, 튀르내배, 무호스, 우타얘르비) - 13석.
15. 오울루주 북부 선거구(1906년-1938년): 오울루주 북부(케미, 쿠이바니에미, 리, 하우키푸다스, 키민키, 윌리키민키, 푸다섀르비, 타이발코스키, 쿠사모) - 6석.
16. 라피 선거구(1906년-1908년) → 라핀마 선거구(1909년-1938년) → 라피주 선거구(1939년-1995년) - 1석.

위의 열다섯 선거구는 현재 그러한 것처럼 비례대표제로 선출되었다. 그러나 마지막의 라피는 인구밀도가 낮아서 1석밖에 배분되지 않았기 때문에 실질적으로 소선거구였다. 1918년 독립한 뒤 소련에게 넘겨받은 페차모는 라피 선거구에 소속되었다.
제2차 세계대전의 결과 비푸리시를 포함한 서카리알라(비푸리주)의 절반을 소련에 할양하고 페차모도 도로 빼앗겼다. 소련에 넘어간 비푸리주 지역의 난민들은 1945년에서 1948년 사이에 퀴미주 경계 가까이에 1개 선거구를 만들어서 거기에 투표했다.

### 1969년 선거법
1969년 선거법에서 규정된 선거구는 다음과 같다.
1. 헬싱키시 선거구: 1954년 우시마주에서 분리됨.
2. 우시마주 선거구: 헬싱키시를 제외한 우시마주.
3. 투르쿠주 남부 선거구: 투르쿠 포리주 남부(퓌해란타, 코디쇼키, 라이틸라, 카리알라, 윌래네, 오리패, 알라스타로, 로이마, 메채마)
4. 투르쿠주 북부 선거구: 투르쿠 포리주 북부(라우마, 라피, 힌네료키, 혼킬라흐티, 새퀼래, [밤풀라]], 후이티넨, 푼칼라이투멘)
5. 아베난마주 선거구: 아베난마주 전역.
6. 해메주 남부 선거구: 해메주 남부(우랼라, 퀼매코스키, 비알라, 색스매키, 발케아코스키, 튀르브텐, 하우호, 람미, 파다쇼키)
7. 해메주 북부 선거구: 해메주 북부(베실라흐티, 렘팰래, 캉가살라, 팰캐네, 루오피오이넨, 쿠흐말라흐티, 쿠흐모이넨)
8. 퀴미주 선거구: 퀴미주 전역.
9. 미켈리주 선거구: 미켈리주 전역.
10. 쿠오피오주 선거구: 쿠오피오주 전역.
11. 북카리알라주 선거구: 북카리알라주 전역.
12. 바사주 선거구: 바사주 전역.
13. 중앙수오미주 선거구: 중앙수오미주 전역.
14. 오울루주 선거구: 오울루주 전역.
15. 라피주 선거구: 라피주 전역.

현대에 사용되던 주 기준으로 나뉜 것이며, 아베난마를 제외한 모든 선거구가 비례대표제였다.
인구가 많은 세 주(해메주, 투르쿠 포리주, 우시마주)는 절반씩 나누거나 대도시(헬싱키)를 분리했다.

### 현재
기존 광역자치단체였던 주(lääni)가 2010년 폐지되고 2011년 지역(maakunta)이 신설되었다. 이에 따라 선거구에도 약간의 조정이 가해졌다. 하지만 선거구 구획은 여전히 예전의 주 구획을 대체로 따르고 있다.
주제가 폐지되었기 때문에 선거구 이름에서 "-주(läänin)"가 빠졌다.
1. 헬싱키 선거구: 헬싱키시.
2. 우시마 선거구: 헬싱키시를 제외한 우시마 지역.
3. 남서수오미 선거구: 남서수오미 지역.
4. 사타쿤타 선거구: 사타쿤타 지역.
5. 아베난마 지역 선거구: 아베난마 지역.
6. 해메 선거구: 칸타해메 지역 + 패이얘트해메 지역.
7. 피르칸마 선거구: 피르칸마 지역.
8. 남동수오미 선거구: 남사보 지역 + 퀴멘락소 지역 + 남카리알라 지역.
9. 사보카리알라 선거구: 북사보 지역 + 북카리알라 지역.
10. 바사 선거구: 포흐얀마 지역 + 남포흐얀마 지역 + 중앙포흐얀마 지역.
11. 중앙수오미 선거구: 중앙수오미 지역.
12. 오울루 선거구: 북포흐얀마 지역 + 카이누 지역.
13. 라피 선거구: 라피 지역.

## 의석 배분
1962년에서 현재까지 핀란드 의회(정원 200석)의 선거구별 의석 배분은 다음과 같다.
| 선거구                                   | 선거구                                   | 의석   | 의석   | 의석   | 의석   | 의석   | 의석   | 의석   | 의석   | 의석   | 의석   | 의석   | 의석   | 의석   | 의석   | 의석   | 의석   |
| 선거구                                   | 선거구                                   | 1962년 | 1966년 | 1970년 | 1972년 | 1975년 | 1979년 | 1983년 | 1987년 | 1991년 | 1995년 | 1999년 | 2003년 | 2007년 | 2011년 | 2015년 | 2019년 |
| 헬싱키시 선거구 → 헬싱키 선거구          | 헬싱키시 선거구 → 헬싱키 선거구          | 20     | 21     | 22     | 22     | 21     | 20     | 20     | 20     | 20     | 19     | 20     | 21     | 21     | 21     | 22     | 22     |
| 우시마주 선거구 → 우시마 선거구          | 우시마주 선거구 → 우시마 선거구          | 17     | 18     | 20     | 21     | 24     | 26     | 27     | 29     | 30     | 31     | 32     | 33     | 34     | 35     | 35     | 36     |
| 투르쿠주 남부 선거구 → 남서수오미 선거구 | 투르쿠주 남부 선거구 → 남서수오미 선거구 | 16     | 16     | 16     | 16     | 16     | 17     | 17     | 17     | 17     | 17     | 17     | 17     | 17     | 17     | 17     | 17     |
| 투르쿠주 북부 선거구 → 사타쿤타 선거구   | 투르쿠주 북부 선거구 → 사타쿤타 선거구   | 14     | 13     | 13     | 13     | 13     | 13     | 13     | 12     | 12     | 11     | 10     | 9      | 9      | 9      | 8      | 8      |
| 아베난마주 선거구 → 아베난마 지역 선거구 | 아베난마주 선거구 → 아베난마 지역 선거구 | 1      | 1      | 1      | 1      | 1      | 1      | 1      | 1      | 1      | 1      | 1      | 1      | 1      | 1      | 1      | 1      |
| 해메주 남부 선거구 → 해메 선거구         | 해메주 남부 선거구 → 해메 선거구         | 14     | 14     | 14     | 15     | 15     | 15     | 15     | 15     | 13     | 13     | 13     | 14     | 14     | 14     | 14     | 14     |
| 해메주 북부 선거구 → 피르칸마 선거구     | 해메주 북부 선거구 → 피르칸마 선거구     | 12     | 12     | 13     | 13     | 13     | 13     | 13     | 13     | 15     | 16     | 16     | 18     | 18     | 18     | 19     | 19     |
| 퀴미 선거구 (2011년 이전)                | 동남수오미 선거구 (2015년 이후)          | 15     | 15     | 15     | 15     | 15     | 15     | 14     | 14     | 13     | 13     | 13     | 12     | 12     | 12     | 17     | 17     |
| 남사보 선거구 (2011년 이전)              | 동남수오미 선거구 (2015년 이후)          | 11     | 10     | 10     | 10     | 9      | 9      | 9      | 8      | 8      | 8      | 8      | 6      | 6      | 6      | 17     | 17     |
| 북사보 선거구 (2011년 이전)              | 사보카리알라 선거구 (2015년 이후)        | 12     | 12     | 11     | 11     | 11     | 11     | 10     | 10     | 10     | 10     | 10     | 10     | 10     | 9      | 16     | 15     |
| 북카리알라 선거구 (2011년 이전)          | 사보카리알라 선거구 (2015년 이후)        | 10     | 9      | 8      | 8      | 8      | 7      | 7      | 7      | 7      | 7      | 7      | 7      | 6      | 6      | 16     | 15     |
| 바사주 선거구 → 바사 선거구              | 바사주 선거구 → 바사 선거구              | 20     | 20     | 19     | 18     | 18     | 18     | 18     | 18     | 18     | 18     | 17     | 17     | 17     | 17     | 16     | 16     |
| 중앙수오미주 선거구 → 중앙수오미 선거구  | 중앙수오미주 선거구 → 중앙수오미 선거구  | 11     | 11     | 11     | 10     | 10     | 10     | 10     | 10     | 10     | 10     | 10     | 10     | 10     | 10     | 10     | 10     |
| 오울루주 선거구 → 오울루 선거구          | 오울루주 선거구 → 오울루 선거구          | 18     | 18     | 18     | 18     | 17     | 17     | 18     | 18     | 18     | 18     | 18     | 18     | 18     | 18     | 18     | 18     |
| 라피주 선거구 → 라피 선거구              | 라피주 선거구 → 라피 선거구              | 9      | 10     | 9      | 9      | 9      | 8      | 8      | 8      | 8      | 8      | 8      | 7      | 7      | 7      | 7      | 7      |
| 계                                       | 계                                       | 200    | 200    | 200    | 200    | 200    | 200    | 200    | 200    | 200    | 200    | 200    | 200    | 200    | 200    | 200    | 200    |